# Exposición Internacional de Berlín (1957)
La Exposición Especializada de Berlín de 1957 (Interbau) fue regulada por la Oficina Internacional de Exposiciones y tuvo lugar del 6 de julio al 29 de septiembre de dicho año en la ciudad alemana de Berlín Occidental. Esta exposición especializada tuvo como tema la reconstrucción del barrio berlinés de Hansa, devastado tras la II Guerra Mundial.

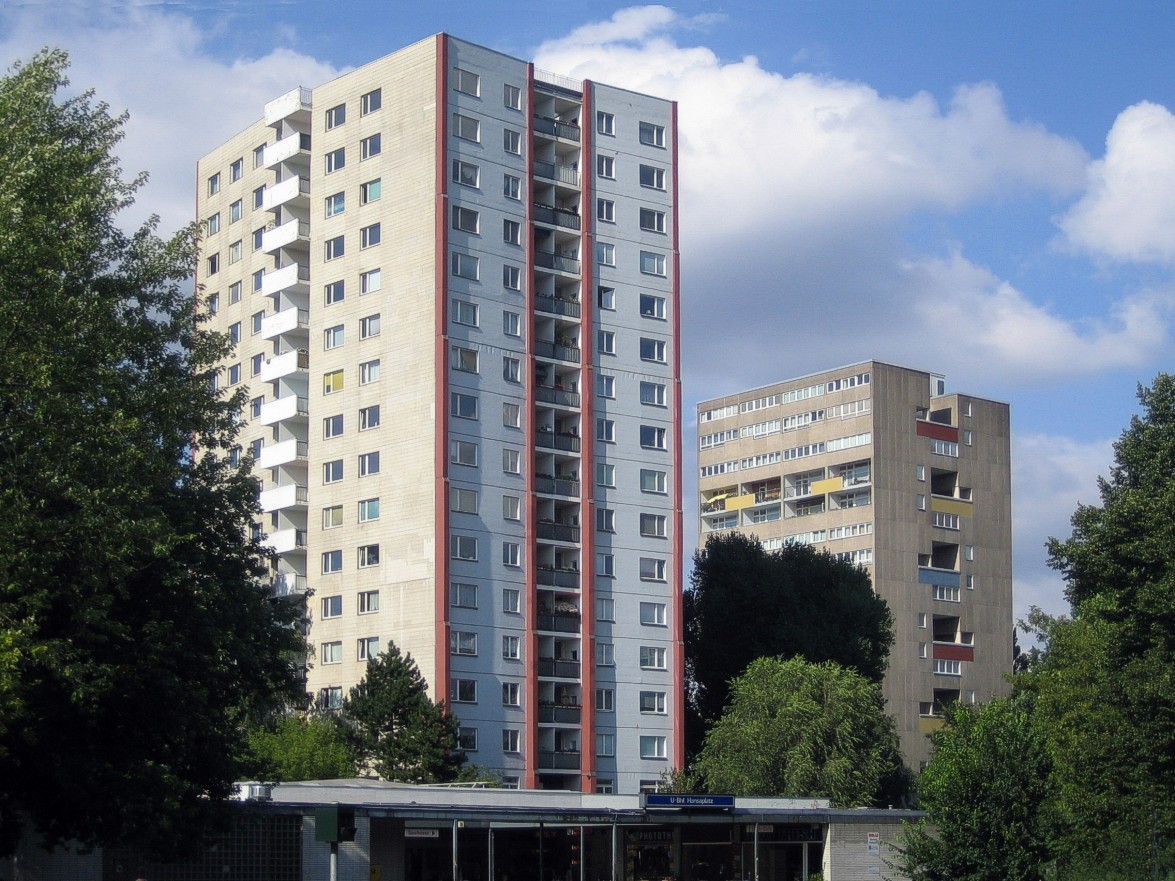

## Historia
La candidatura de la muestra se presentó el 13 de noviembre de 1956.
Cuando terminó la exposición, solamente 601 de las 1160 viviendas estaban terminadas. El resto del proyecto fue terminado en 1960.
La creación del barrio Hansa fue un gran concurso organizado entre los urbanistas alemanes. Resultó ser un esfuerzo público muy interesante porque se presentaron gran cantidad de soluciones de viviendas realizadas por arquitectos de primera fila.
El resultado: haber realizado en el corazón de una gran ciudad un barrio que podríamos llamar “para la vida mejor”, donde la vivienda queda incorporada al ambiente exterior, al paisaje. Los horribles bombardeos que convirtieron a Berlín en una ciudad de escombros fueron los que dieron la oportunidad de realizar esta muestra ejemplar de arquitectura y urbanismo en el mismo centro de la ciudad, entre el Spree y el Tiergarten. La idea de la exposición fue la creación del nuevo tipo de barrio, situado en el mismo lugar donde se había devastado el antiguo.
Los puntos de vista urbanístico, de política de la vivienda y arquitectónico deberían sintetizarse en las obras. El criterio seleccionador apreciaría los problemas de la construcción y de la planificación. La exposición se aplazó un año porque despertó tantísimo interés que llegaron tal cantidad de propuestas que animaron a ampliar el programa.
No se inauguraría entonces hasta el verano de 1957 — 6 de julio hasta 29 de septiembre — combinándola además con una feria técnica de la construcción que se celebraría en el recinto de la Torre de la Radiodifusión, desde el 14 al 29 de septiembre. Constituiría esta última, una sustitución de la Exposición General de la Industria Alemana.
Organizan la INTERBAU, el Senado de Berlín y el Ministerio Federal de la Vivienda, patronizándolo el presidente de la República Federal de Alemania.

### La reordenación del terreno
La reedificación del barrio Hansa de acuerdo con unos puntos de vista urbanísticos modernos requirió una modificación de los límites exigentes entre las propiedades antiguas en todo el barrio. El parcelamiento antiguo no era propicio al plan de reedificación, La Sociedad Anónima de la Construcción del Barrio Hansa, fundada en 1954, fue encargada de la reordenación del terreno y se le confiaron aquellas medidas que debían tomarse a fin de llevar a cabo su cometido. Se vio ante la necesidad de agrupar bajo su control 160 fincas particulares para luego poder proceder a la redistribución de solares aptos para la edificación, de acuerdo con el plan de construcciones. Los edificios levantados sobre los solares volverían a pasar a manos privadas, saliendo así del fideicomisariado que ejerce la compañía. Al llevarse a cabo las medidas reordenadoras pudo obtenerse una experiencia valiosa que servirá para inspirar futuras reconstrucciones de barrios devastados.

### El comienzo práctico
Al colocarse la primera piedra para el proyecto n.º 1 de construcción, un edificio de apartamentos, de 17 plantas, se inició oficialmente la reconstrucción del barrio Hansa, en presencia del Ministro Federal de la Vivienda, Dr. Viktor Emanuel Preusker. Con este acto había entrado en una fase nueva la preparación de la Interbau de Berlín 1957. Iniciándose los preparativos técnicos de la construcción de otros proyectos y en la primavera de 1956 comenzó su plena actividad la construcción en la ordenación del barrio de viviendas. Más de 50 arquitectos de renombre estarían elaborando los proyectos de los edificios, habiendo entre ellos muchos arquitectos de fama mundial, arquitectos procedentes de la República Federal y de Berlín Occidental. Una vez terminado, el barrio Hansa ostentaría las diversas formas de la vivienda moderna, desde la vivienda unifamiliar hasta la vivienda colectiva, en torre y en bloque abierto, y penetraría de forma orgánica en el espacio verde del Tiergarten.

### Exposición “Técnica de la Construcción”, un complemento
El Consejo Asesor de los Expositores de la “Exposición Industrial de Berlín” que desde 1950 venía celebrándose en Berlín en otoño y encontró gran resonancia en Alemania y en el extranjero, decidió en su sesión del 6 de octubre de 1955 organizar su exposición en forma de la exposición técnica de la construcción desde el 14 hasta el 29 de septiembre de 1957, en el recinto tradicional de la Torre de Radiodifusión. La exposición que ya despertó gran interés entre los expositores, centraría su atención en la ejecución de las obras, la industria de la construcción y el artesanado de la construcción. También consideraría aquellas actividades que entran en la construcción como industrias anejas tales como la construcción de muebles, de menaje, de instalaciones eléctricas, etc. Inspirándose su trabajo en criterios de índole económico, constituirían un complemento necesario de una exposición de esta envergadura.

### Exposición "Vivir en la ciudad del mañana"
Fue la muestra especial más grande y popular de Interbau y, después de los nuevos edificios en Hansaviertel, la contribución más visitada a la exposición. Tuvo lugar en el pabellón temporal desarrollado por Karl Otto (1904-1975), Frei Otto (1925-2015) y Günther Günschel (1928-2008), donde se utilizó por primera vez el sistema Mero para una sala de exposiciones.
Los dos responsables de la muestra fueron el arquitecto y director de la Werkkunstschule de Hannover, Karl Otto, y el profesor de urbanismo y ordenación del territorio de la RWTH Aachen University, Erich Kühn. Wera Meyer Waldeck junto con Hilde Weström, desarrollaron varias sugerencias de decoración para la exposición.

### Proyecto de los ArquitectosKlaus Müller-RehmyGerhard Siegmann
- Situación:

En el extremo suroeste del Barrio Hansa, muy junto a la Estación del Ferrocarril Eléctrico de Tiergarten, se alza el bloque edificado según los planes y diseños de los arquitectos berlineses Prof. Klaus Müller-Rehm e ingeniero Gerhard Siegmann. Este proyecto n.º 1 constituye, por decirlo así, una atracción especial para la vista. Tiene 17 plantas y pertenece al tipo de las “Punkthaus”. Dispone de 163 apartamentos de una habitación y de una portería en la planta baja, de dos piezas y media
- Arquitectura:

Las plantas se componen casi totalmente de unidades pequeñas con diferentes soluciones. Hay cinco soluciones y cinco unidades de vida que resuelven el problema. El núcleo de comunicaciones consta de una caja de escalera que contiene también los ascensores y los conductos de basura. La base fue edificada en forma de H, ligeramente desplazada, lo que constituye un atractivo especial. A la caja de la escalera central puede llegarse desde cada una de las plantas desde unas galerías abiertas. Los ascensores se encargan de la circulación interior del edificio, ya que la caja de la escalera, en realidad, solo se utiliza como escalera de incendios. La planta baja está dotada de todas las instalaciones necesarias para este tipo de edificios. Ocho de las viviendas tienen treinta y dos metros cuadrados, y los demás, situadas en las esquinas, son de cuarenta y dos metros cuadrados útiles. Cada una de las viviendas, por tanto, dispone de los siguientes espacios: una habitación, un hueco empotrado para una pequeña cocina empotrada, un cuarto de baño montado y un pequeño espacio trastero. Además, cada uno de los pisos está dotado de un balcón individual.
- Construcción:

Hubo necesidad de reforzar el terreno mediante postes, colocándose encima de ellos una placa de base, como aislamiento contra la humedad del subsuelo, y capaz de llevar el peso de la obra. Las paredes exteriores así como las paredes maestras centrales fueron construidas según el sistema sueco, de relleno de hormigón. Las placas prefabricadas del muro exterior así como todas aquellas paredes divisorias que no cumplen ninguna función estructural de soporte, no llevan revestimiento alguno; en toda la obra se ha procurado renunciar a toda clase de revestimiento. El núcleo del bloque consiste en la caja de escalera que también lleva los ascensores y los conductos de basura En la planta baja se hallan las acometidas de la calefacción a distancia, el depósito de basuras y la central eléctrica.

### Proyecto del ArquitectoGünter Gottwald
- Arquitectura:

Cada planta tiene ocho viviendas, y cada una de ellas dispone de un cuarto trastero en el sótano. Solo la cocina y el baño son de emplazamiento firme e inalterable en su forma.
- Construcción:

El método de construcción por compartimentos, en el que las paredes maestras son a la vez las divisorias, permite construir en material ligero, en este caso madera prefabricada, las paredes exteriores ya que estas no tienen ninguna función estructural de apoyo.

### Proyecto del ArquitectoWalter Gropius, (TAC) yWils Ebert
- Arquitectura:

El edificio construido según los planos del equipo tiene nueve plantas con sesenta y cuatro viviendas. Muchas de ellas comprenden setenta metros cuadrados de superficie útil, con tres habitaciones medianas. Las viviendas en cada planta se agrupan alrededor de las escaleras. Miran al norte los pisos y una media habitación con baño en el centro, dotado de un tabique que lleva las instalaciones ya empotradas. Dos habitaciones, con la cocina en medio, miran al mediodía. Todas las viviendas tienen acceso directo al pasillo. Los balcones del sur proporcionan buena protección contra el sol de las habitaciones. El ático contiene dos estudios de ciento cincuenta metros cuadrados aproximadamente.
- Construcción:

Está Construida a base de un armazón de hormigón armado yaciendo sobre cimientos de hormigón. Las paredes divisorias son también de hormigón procurando la resistencia necesaria del edificio. Las paredes divisionarias entre los pisos tienen un grueso de 15 cm, estando prevista de aislamiento adicional. El interior de la obra queda enlucido. Parte de los balcones de la fachada sur, así como los soportes traseros, son de hormigón blanqueado. Cuatro torres en la fachada norte albergan a los ascensores y a los conductos tragabasuras. Unas antecámaras impiden que los olores penetren en las viviendas. Las cajas de las escaleras entran en el cuerpo de la casas. No hay sótanos, la planta baja se destina a los servicios así como para cuartos trasteros a disposición de los inquilinos. En esta planta también se encuentran las acometidas de la calefacción a distancia y del agua caliente.

### Proyecto del ArquitectoPierre Vago
- Arquitectura:

El arquitecto Pierre Vago, de París, diseñó una casa de apartamentos en serie, de 59 viviendas. Tienen estas un tamaño muy distinto las hay de 1, 2, 3, 4 y 5 habitaciones. 24 viviendas disponen de una sala de mayor tamaño, que permite un acceso amplio a la luz, al aire y al sol, teniendo una altura de una planta y media. Es decir, rebasa considerablemente las medidas del piso promedio de una luz de dos metros setenta. Las salas de estar, con sus techos de nivel diferente, se agrupan alternativamente, lo que se ve claramente en la fachada que mira a saliente, debido a las diferencias de altura de los techos en varios pisos. Todas las viviendas disponen de armarios empotrados y, algunas, también cocinas empotradas, así como de un traga-basuras en la cocina y de ventilación artificial. Los cuartos de baño se encuentran en el interior. Tiene además cuartos trasteros, garajes para bicicletas, lavaderos mecánicos y secadores.
- Construcción:

La construcción se eleva sobre pilotes en suelo de grava reforzado. Desde la planta sótano hasta el ático, el edificio consiste de un armazón en hormigón armado, previsto de cerchas a 4 m de distancia. Su altura es de 28 m. Los techos de los pisos de hormigón macizo son de construcción antirresonante los pisos cubiertos de cemento, Las paredes divisorias de las viviendas individuales son de hormigón armado de un grueso de 15 cm, Sirven de resistencia contra los vientos. Las paredes divisorias de los apartamentos se componen de dos placas de un relleno de viruta de madera de 5 cm de ancho. Tres cajas de escalera se encuentran en la parte del edificio que mira a poniente con escalera a descansillos y ascensores. El espacio no cerrado entre las cerchas en la planta baja sirve de patio libre. Unas rampas le conectan con el exterior, pudiéndose entrar en los sótanos también desde ellos. Un techo tipo Rabitz se ha colocado encima y dispone de una capa de aislamiento de lana mineral. Las paredes divisorias que no son paredes de suspensión consisten de placas fabricadas de ladrillos.

### Proyecto del ArquitectoOscar Niemeyer
- Arquitectura:

La obra se subdivide en compartimentos autónomos, siendo las paredes exteriores también las maestras. Hacen al mismo tiempo de divisorias de las viviendas individuales. Entre los fundamentos de soporte se extiende el piso sótano, que alberga los cuartos trasteros destinados al uso de los vecinos, las instalaciones de calefacción, de compresión y tratamiento de basur. El techo que cubre los sótanos es de construcción maciza sirviendo al mismo tiempo de rampa de acceso a los portales que dan a las escaleras Delante de la casa se eleva la torre de los ascensores, un edificio separado sobre una base triangular que lleva un puente de conexión con las plantas 5 y 8 respectivamente. Esta última queda destinada también a varios servicios, llevando unos cuartos trasteros, un lavadero y unas instalaciones secadoras. La quinta planta sirve de planta “social” y distribuidora de accesos. Una parte de ella abarca unas salas de club. El ala este de esta planta abarca unas viviendas. Para llegar a los pisos primero y segundo, los vecinos suben por las escaleras. El ascensor no para hasta llegar a la planta cinco, teniéndose que bajar por las escaleras para llegar a las Viviendas de los pisos cuatro y tres. También ha de subirse desde allí para los pisos seis y siete, Las viviendas de la casa tienen tamaños varios, desde dos o tres hasta cuatro habitaciones. Todos los dormitorios dan a saliente, las salas de estar y las Cocinas dando a Poniente. Hay un balcón delante de cada piso que ocupa todo su largo. Los cuartos de baños y los WC quedan separados: únicamente en los pisos de dos habitaciones se halla colocado el WC dentro de los cuartos de baño. Se encuentran los cuartos de aseo en el centro de loe pisos. El hall de entrada, dotado de armarios empotrados actúa de enlace entre la parte de la casa destinada al dormitorio y la otra que sirve de cuarto de estar La pared curvilínea así como la combinación del hall de entrada y de la sala de estar ensanchan la casa. Las cocinas están provistas de tragabasuras.
- Construcción:

Forman parte del sistema de construcción los muros que abrazan las cajas de las escaleras, que tienen el efecto de soportes huecos. Los pozos que en parte se hallan en los cuerpos de la caja de escalera llevan las instalaciones que atraviesan todo el edificio hasta reunirse en la bóveda que se encuentra encima de la planta baja, entonces se reúnen para pasar al sótano Los techos pueden denominarse de “nervios”. Llevan una capa solidificante y se hallan revestidos de linóleo. La Arquitectura del peso de dos compartimentos se trasmite sobre fundamentos separados mediante unas vigas de apoyo en forma de V. Los soportes en V han de expresar, según dice el arquitecto, la idea de unas vecindades orgánicas en vez de una especie de “máquina de vivir”.

### Proyecto del Estudio Aalto (Alvar AaltoyElissa Aalto)
- Arquitectura:

El estudio Aalto, de Helsinki proyectó el bloque de viviendas de ocho plantas con 78 apartamentos. Herta Hammerbacher y Edvard Jacobson cuidaron de esbozar los jardines. De los 75 pisos 24 ocupan 35 a 45 m², 8 miden 77m2, 46 de 83 — 90 m . Todo el edificio tiene 60 m de largo, 25 m de alto, siendo construido en forma de una U, cuyos brazos miden 22 y 20 m respectivamente, la unión de los mismos teniendo 10 m de largo. Los apartamentos tienen 2,90 m de altura. La planta baja comprende 8 apartamentos y un patio cubierto libre en dos lados, del que parten las entradas a las dos cajas de escalera. Hay 7 plantas con 10 apartamentos cada una, cinco en cada lado de escalera. Abarca cada planta un apartamento de una pieza, dos pisos de dos habitaciones, un piso de dos habitaciones y tres medias habitaciones un piso de tres y media habitaciones, tres apartamentos de tres piezas y dos medias habitaciones, y dos pisos de cuatro habitaciones y media. Las paredes divisorias de las viviendas, las de las escaleras y de los ascensores así corno las que albergan a las logias aparentan ser paredes maestras. La superficie total ocupada por el bloque, es de 1010 m². La calefacción queda abastecida a distancia. El espacio comprendido entre las, alas del edificio alcanza 26.752 m³. Un conducto tragabasura se halla en la escalera. Por debajo del edificio se encuentran los sótanos, uno de ellos contiene las instalaciones técnicas del servicio de calefacción a distancia, la instalación de tratamiento de basura y los cuartos trasteros
- Construcción:

Unas placas de arcilla especial porosa, colocadas en su parte exterior sirven de aislantes. El patio abierto de la planta baja descansa sobre soportes de hormigón armado; dando acceso al mismo una escalera corta en saliente y una rampa poco inclinada en poniente. Encima del piso solidificante que fue aplicado sobre una base de hormigón pesado se pone una capa de Dunloplan. Los tabiques dentro de las casas se han hecho a base de harina de ladrillo fraguada con yeso. Los cristales exteriores son dobles y a vacío (Thermopane, Cudo) lo que permite un aislamiento térmico perfecto. Son soldados unos contra otros. En la parte interior lateral del piso se encuentra emplazada la cocina accesible desde el pasillo, que comunica directamente con el rincón destinado a comedor, el que se halla al lado de la galería. Un tabique de cristal separa el rincón-comedor desde la sala grande de estar. Los dormitorios tienen su propio pasillo interno, pudiendo separarse mediante un tabique corredizo y plegable del resto de la casa. Están dotadas las viviendas de armarios empotrados y cocinas empotradas. Fue estudiada con singular cuidado la puesta interior de las casas.

### Proyecto del ArquitectoLe Corbusier
- Arquitectura:

Se tiende a cierta autonomía. El antiguo tipo de bloque de viviendas queda sustituido por otro distinto. Se evitan los patios interiores, pero se consiguen las ventajas al reducirse los gastos en cuanto a acometidas, sostenimiento de las viviendas, etc. Muchas instituciones de la vida diaria que se necesitan constantemente, tales como tiendas, lavaderos escuela de párvulos, un club, una consulta de médico u otra de abogado, se encuentran dentro del bloque. Hay nueve calles-pasillo, es decir, unas arterias que atraviesan el bloque en sentido longitudinal. Se encuentran en las plantas 1.ª, 3.ª, 5.ª, 7.ª, 8.ª, 9.º, 10.ª, 13.ª y 16.ª respectivamente. Disponen de alumbrado artificial y son conectadas con los ascensores, dando acceso a las viviendas directamente. Se han ideado tres células Standard de habitación, de un ancho de 4 m y de un alto de 2,5 m, que permiten variaciones en el tipo de vivienda. La célula 1 comprende cocina, servicio de aseo y sala de estar. La 2.ª célula abarca dormitorio y cuarto de baño. La 3.ª consiste en otra sala , que se puede subdividir en 2 piezas. Los interiores fueron diseñados por Charlotte Perriand.
- Construcción:

El edificio se eleva sobre unos pilotes de 7 m de altura reposando sobre hormigón apisonado. Todas las placas de la cubierta así como las cajas de los. ascensores consisten de hormigón armado. las paredes divisorias de las viviendas son de placas de yesos de 8 cm de grueso Unas placas de fibra de coco comprimido, cubiertas de pisos de asfalto y revestidos de linóleo de corcho garantizan un aislamiento perfecto. Entre los pilotes se encuentra suspendida una planta de abastecimiento que lleva los conductos horizontales. Estos van a parar a los pozos individuales grandes que suben a los pisos superiores y están colocados en los pisos de forma que no se vean. La ventilación de las cocinas y baños se efectúan mediante una instalación central. Todas las tuberías de desagüe son de Eternit. Hay también conductos tragabasura. Una central eléctrica destinada exclusivamente al servicio del bloque de una capacidad de millón de kW abastece a los ascensores las instalaciones de desaire y compresión, el alumbrado de las escaleras y de las calles pasillo, Una instalación de lavar se encuentra en el piso ático. La calefacción trabaja a base de aceites pesados.

### Proyecto del ArquitectoLudwig Lemmer
Iglesia evangélica -Iglesia Memorial del Emperador Federico (Kaiser Friedrich Gedächtniskirche)
- Arquitectura:

La construcción de la iglesia hubo de amoldarse esencialmente a las condiciones dadas por los antiguos cimientos. Se subdivide la iglesia en una nave principal y una capilla lateral, llamada la iglesia de los días laborables. Ambas naves pueden fundirse en una al abrirse un tabique de división. Las dimensiones prescritas para la iglesia de todos los días requirieron un ensanche de parte de la nave lateral. En la planta baja de la misma se encuentran la sala destinada a la enseñanza de los niños que van a hacer la confirmación, los archivos, los retretes y la calefacción de gas. Hay una ventana muy especial que mide 120 m, se llama ‘La victoria de la luz’
- Construcción:

Esta iglesia es el único edificio del barrio que ha sido levantado sobre sus antiguos cimientos La construcción es de hormigón armado tratado en hormigón a la vista en las fachadas. La torre tiene 4 soportes de hormigón que han sido reforzados mediante unos estribos y dos plataformas. Por razones de efecto arquitectónico se añadieron ocho nervios de metal ligero que no cumplen misión estructural ninguna. Ellas desembocan en la cruz de metal ligero que tiene una altura de 10 m. La torre mide 65 m, es decir que tiene la misma altura que la columna de la Victoria

### Proyecto de los Arquitectos Fritz Jaenecke - Sten Samuelson
- Arquitectura:

El edificio tiene diez plantas, construida como un bloque de fachada alargada. Se sube a los pisos por los cuatro ascensores, cuyas cajas también cooperan en reforzar la construcción. Las escaleras solo deben usarse en caso de emergencia. Ocho o nueve viviendas tienen un ascensor a su disposición. El bloque de viviendas recibe la calefacción de la central a distancia. Algunas viviendas quedan amuebladas al estilo sueco, con muebles originarios del país. En las dos fachadas longitudinales de la casa existe un sistema de balcones o galerías continuas.
- Construcción:

La construcción es de un armazón de hormigón armado. El bloque fue levantado sobre un solar preparado y precondensado, edificándose un piso sótano por debajo de toda su extensión, Las paredes delanteras han sido edificadas en hormigón macizo teniendo un grosor de 22 cm, hallándose revestidas de placas que tienen la misma altura que las viviendas y cuya distribución alternante en altura permite un relleno posterior de riego de espuma ISO, 7 cm de grueso. La superficie de las placas fue tratada de enlucido al que se había añadido mármol machado. El armazón de hormigón armado quedó rellenado de piezas de construcción de madera prefabricadas. Se trata de bastidores que a su vez llevan los cuerpos de las ventanas y el marco. Este está revestido de Eternit por fuera y de una plancha de viruta de madera prensada por dentro. El aislamiento queda garantizado mediante una capa de lana mineral. La ventana consiste de un cristal fijo y de un batiente. La hoja puede girar y colocarse en sentido oblicuo. Un postigo consiste de vidrio Isolim, el otro es de cristal ordinario. Ambas fachadas del edificio llevan balcones por todo su longitud. En la cara norte son galerías corridas que enlazan las dos cajas de escalera edificadas como escaleras de seguridad; en la parte sur del edificio se hallan construidas como miradores.

### Proyecto del Arquitecto Willy Kreuer
Iglesia Católica de St. Ansgar
- Arquitectura:

La nave de la iglesia, paráboliforme, queda cubierta al norte, donde pasa el ferrocarril elevado, abriéndose hacia la plaza Hansa a la que muestra su fachada de entrada en cristales. El concepto de la construcción refleja las relaciones existentes entre la iglesia y los feligreses. En forma de U agrupándose alrededor de un patio -jardín abierto hacia la plaza Hansa unas edificaciones adyacentes, a saber, la sacristía, edificio de una sola planta, la casa del párroco, de dos pisos, una sala de reuniones para la parroquia y otras salas destinadas a la juventud.
- Construcción:

En vista de las casas torre en el barrio, se renunció a la erección de una torre de iglesia. Se eligió en cambio un campanario especial que sale de la nave. El frente de la entrada reviste una subdivisión especial en el lado oeste de la entrada .principal es una capilla de confesionarios en la planta baja, hallándose encima una galería para coros y el órgano. Son de hormigón armado en la parte exterior: las columnas, los Soportes, los nervios del techo y el campanario con la cruz. La pared curviforme queda revestida de ladrillos holandeses Entre los soportes hechos de hormigón armado se han encajado unas piezas prefabricadas de hormigón armado con vidrio fundido, Las partes de la construcción en hormigón armado que se hallan expuestas en la sala interior quedan en varios colores.

### Proyecto del ArquitectoHans Schwippert
- Arquitectura:

El edificio comprende sesenta y una viviendas, que en parte se extienden a través de dos pisos. El bloque de viviendas tiene tres tipos de pisos. El primero tiene cien metros cuadrados de superficie, con forma de U agrupado alrededor de un balcón central en la parte sur de la casa. El segundo tipo tiene dos plantas y está colocado alrededor de un gran balcón central que enlaza los dos pisos. En la planta superior se encuentran el cuarto de baño y en la parte interior los dormitorios. El baño tiene ventilación artificial. La planta baja queda accesible desde la caja de la escalera, que permite la entrada a las salas de estar y a la cocina, que también tiene ventilación artificial ya que se halla en el interior de la vivienda. El tercer tipo son viviendas de planta única, con cuarto de estar, una cocina comedor interior y una entrada al baño por un cuarto trastero, que hace de protección contra los olores para que no penetren en la casa.
- Construcción:

El edificio fue erigido con elementos prefabricados de montaje. Las paredes maestras, así como los techos y las escaleras, fueron levantados de hormigón, preparado en el mismo lugar de la obra.

### Proyecto de los ArquitectosRaymond Lopez-Eugène Beaudouin
Casa “Pilón” 87 viviendas
- Arquitectura:

Se disponen los dos pisos de forma que se encuentren a diferentes alturas, para demostrar así su idea de las viviendas particulares también en el aspecto exterior. Las viviendas, elevadas de los cuatro costados, se hallan así conectadas con la planta central por medio de unas escaleras especiales, parando también los ascensores en la planta central. Las unidades de vivienda comprenden veinte viviendas de una pieza, ocho departamentos de una habitación y media, diecisiete pisos de dos habitaciones, diecisiete viviendas de dos habitaciones y media, siete viviendas de tres habitaciones y una vivienda de tres habitaciones.
- Construcción:

Una estructura rígida forma la base del proyecto de la obra, que se va racionalizando mucho en la ejecución, no olvidándose del factor artístico y dejándose la aplicación práctica de las viviendas lo más elástica Posible. Las paredes de hormigón bastan para garantizar el aislamiento antirresonante Son a la vez las paredes divisorias de las viviendas, de 20 cm de grueso y de 2,88 m de alto, Los techos de 18 cm de grosor han sido dotados de aislamiento antiacústico, cubriéndose de una capa de vidrio hilado y de asfalto. Constituyen así un piso de preparación solidificante. Encima se extiende una capa de PVA. En la planta baja hay los sótanos a disposición de los inquilinos así como cuartos para guardar bicicletas y coches de niños. Se hallan en las cuatro esquinas del edificio y ocupan 70 m² de superficie La Vivienda del portero se encuentra igualmente en la planta baja.

### Proyecto del ArquitectoOtto Senn
Edificio Pentagonal
- Arquitectura:

En cada una de las plantas de tipo Standard se encuentran tres departamentos: 2 pisos de 2 habitaciones, un piso de tres piezas y uno de cuatro cuartos. Se hallan colocados en forma de abanico alrededor del pentágono del hall central, que recibe su luz desde la escalera. Las escaleras tienen descansillos. La planta ático comprende cuatro departamentos, tres de una habitación y media y una de 2 piezas y media, La terraza libre la pueden usar los vecinos a su libre albedrío. Dentro de los pisos las habitaciones están agrupadas alrededor de un vestíbulo central, una puerta dando acceso a la sala de estar, a la cocina, a los dormitorios, al baño y al WC separado, respectivamente, Cada sala de estar da a una terraza cerrada por arriba y se halla en comunicación con la cocina, Se encuentran dentro de armarios la cocina y el fregadero. Los armarios empotrados forman parte de las habitaciones. Se hallan previstos los cuartos de baño en las plantas Standard de bañeras empotradas, de un WC separado y de un segundo lavabo.
- Construcción:

En hormigón armado están hechos los muros exteriores, y los parapetos del edificio, mientras que las paredes maestras interiores así como las de división son de mampostería. La planta baja así como el ático quedarán construidos de hormigón, incluso en la superficie. Las paredes exteriores serán cubiertas por dentro de una capa de Poronyl. El tejado queda dotado de una capa de aislamiento térmico que es de corcho de bitumen y revestido de metal. Las escaleras a descansillos se hallan cubiertos de piso de color (Terrazzo).

### Proyecto del ArquitectoHugh Stubbins
Sala de Congresos – BERLÍN
- Arquitectura:

En la sala grande del Auditorium las paredes llevan paneles de madera. En la parte este de la sala se encuentra la presidencia. La sala está prevista de una instalación de transmisiones de conferencia en interpretación Simultánea En la parte de detrás se hallan las cabinas de los intérpretes y las salitas para transmisiones de radio y televisión. Pertenece una central de agua propia a las instalaciones técnicas, que suministra el agua de refrigeración requerida para calefacción o refrigeración respectivamente. Una instalación de acondicionamiento de aire regula la temperatura en todo el edificio. También hay una central eléctrica Al sur del edificio se encuentra un lago artificial grande. Así se consigue una impresión óptica de que las extensiones del edificio sean mayores de lo que son en realidad, en sentido vertical tanto como en profundidad.
- Construcción:

500 Pilotes de hormigón armado sirven de fundamento, Miden 10 m de largo y su capacidad de sostenimiento es de 50 toneladas, El peso principal de la bóveda yace sobre 260 pilotes de una capacidad de 100 toneladas cada uno. Unos tubos de acero de relleno de hormigón llevan la estructura del tejado. Su exterior está constituido por un arco en hormigón armado de 110 m de longitud, en forma pentagonal y hueco. El punto más elevado de su vértice es de 19 m por encima de la superfjcj5 del suelo. El techo sobresale por 8 m las paredes exteriores de la sala del Auditorium. Por encima se encuentra el “aro exterior de compresión” que lleva los cables los que atraviesan el techo que consiste de una capa de hormigón de acero pretensado, Lleva esta una capa de corcho y de bitumen dotada de una capa de viruta. El ancho mayor entre los 2 vértices en dirección norte -sur es de 60 m La presión lateral en la bóveda queda compensada por unos cables tensados empotrados en unos conductos que se encuentran por debajo del nivel del sótano. Un techo Rabitz suspendido en la sala grande lleva una instalación de altavoces. El revestimiento del entresuelo es de dolomita verde.